# Vale Park
Vale Park – stadion piłkarski, położony w Stoke on Trent w Wielkiej Brytanii. Otwarty w 1950 roku. Na stadionie swoje mecze rozgrywa zespół Port Vale F.C. Jego pojemność wynosi 18 947.